# Elicura litigator
Elicura litigator is een insect uit de familie van de mierenleeuwen (Myrmeleontidae), die tot de orde netvleugeligen (Neuroptera) behoort. 
Elicura litigator is voor het eerst wetenschappelijk beschreven door Navás in 1911.